# Rose Bowl
Rose Bowl är en arena som ligger i staden Pasadena utanför Los Angeles i Kalifornien i USA. Den byggdes 1922, i första hand som stående arena för collegematchen Rose Bowl i amerikansk fotboll under den årliga rosfestivalen i Pasadena. 
Arenans huvudsakliga användning är matcher i amerikansk fotboll och fem Super Bowls har spelats där. Under OS 1984 spelades fotboll, och under fotbolls-VM för män 1994 och för kvinnor 1999 spelades matcher inklusive finalmatcherna där. Rose Bowl har världsrekordet i publik för en dammatch (90 185), från VM 1999. Det är för övrigt den enda arena tillsammans med Råsunda i Stockholm i Sverige där det har spelats final i både herr- och dam-VM i fotboll.
Rose Bowl används också för konserter. Här spelade bland annat Depeche Mode lördagen den 18 juni 1988. Konserten spelades in och finns utgiven på livealbumet 101 och i filmen med samma namn.